# Universität Siegen
Die Universität Siegen (bis 2003: Universität-Gesamthochschule Siegen) ist eine Hochschule in Siegen. Sie ging aus der Universität-Gesamthochschule Siegen hervor. Forschungsschwerpunkte sind die kultur- und gesellschaftswissenschaftliche Medienforschung sowie die Grundlagen- und anwendungsorientierte Forschung im Bereich der Sensorik und der Nanowissenschaften. Der Leitsatz lautet „Zukunft menschlich gestalten“.
Im Wintersemester (WiSe) 2018/19 waren wie in den Vorjahren knapp 20.000 Studierende eingeschrieben, nachdem es zehn Jahre zuvor noch über 12.000 gewesen waren. Im Sommersemester (SoSe) 2021 besuchten 17.185 Studierende und 492 Studienanfänger die Uni und im WiSe 2021/2022 gab es einen leichten Anstieg auf 17.659 Studierende und 3.495 Studienanfänger. Im WiSe 2023/2024 waren 14.852 Studierende eingeschrieben und 1.761 Erstsemester. Im Vorjahr waren es noch 16.397 Studierende gewesen, was einen Rückgang um 9,4 Prozent bedeutet. Die Universität beschäftigt 257 Professoren und 1167 wissenschaftliche sowie 854 Mitarbeiter in Technik und Verwaltung. Sie bietet an fünf Fakultäten über 51 Studiengänge.

## Geschichte
1536 übertrug der Landesherr, Graf Wilhelm der Reiche von Nassau, dem sächsischen Pädagogen und Theologen Erasmus Sarcerius die Errichtung einer Lateinschule (das heutige Gymnasium am Löhrtor). Von 1595 bis 1599/1600 und nochmals von 1606 bis 1609 war die 1584 in Herborn gegründete calvinistisch-reformierte Hohe Schule Johannea von Herborn nach Siegen verlegt und in Gebäuden am Unteren Schloss untergebracht.

### Wiesenbauschule

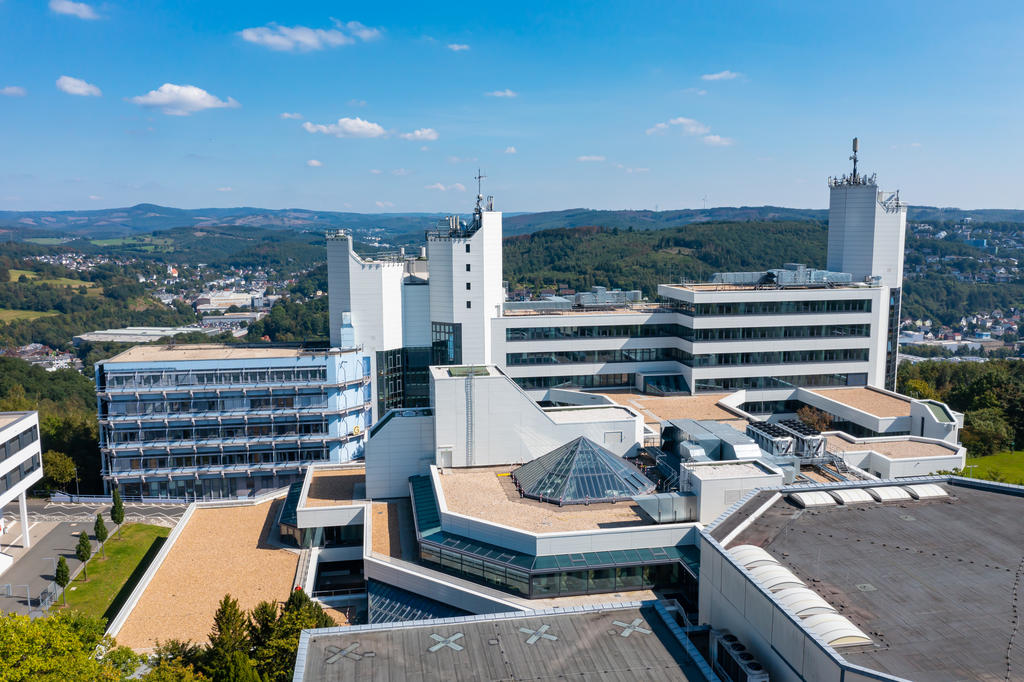
Hauptstandort Haardter Berg

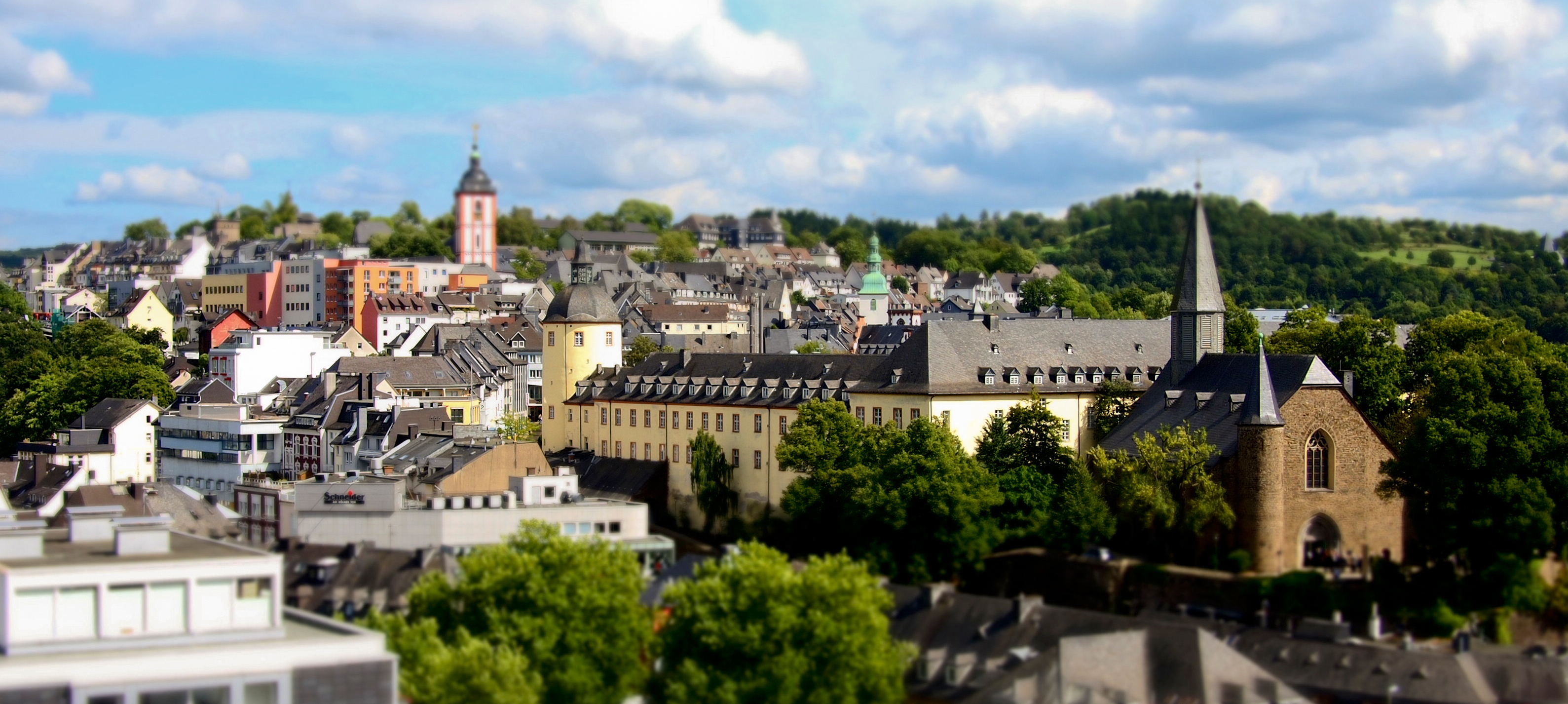
Das Untere Schloss, der Sitz der Fakultät Wirtschaftswissenschaften, Wirtschaftsinformatik und Wirtschaftsrecht der Universität Siegen

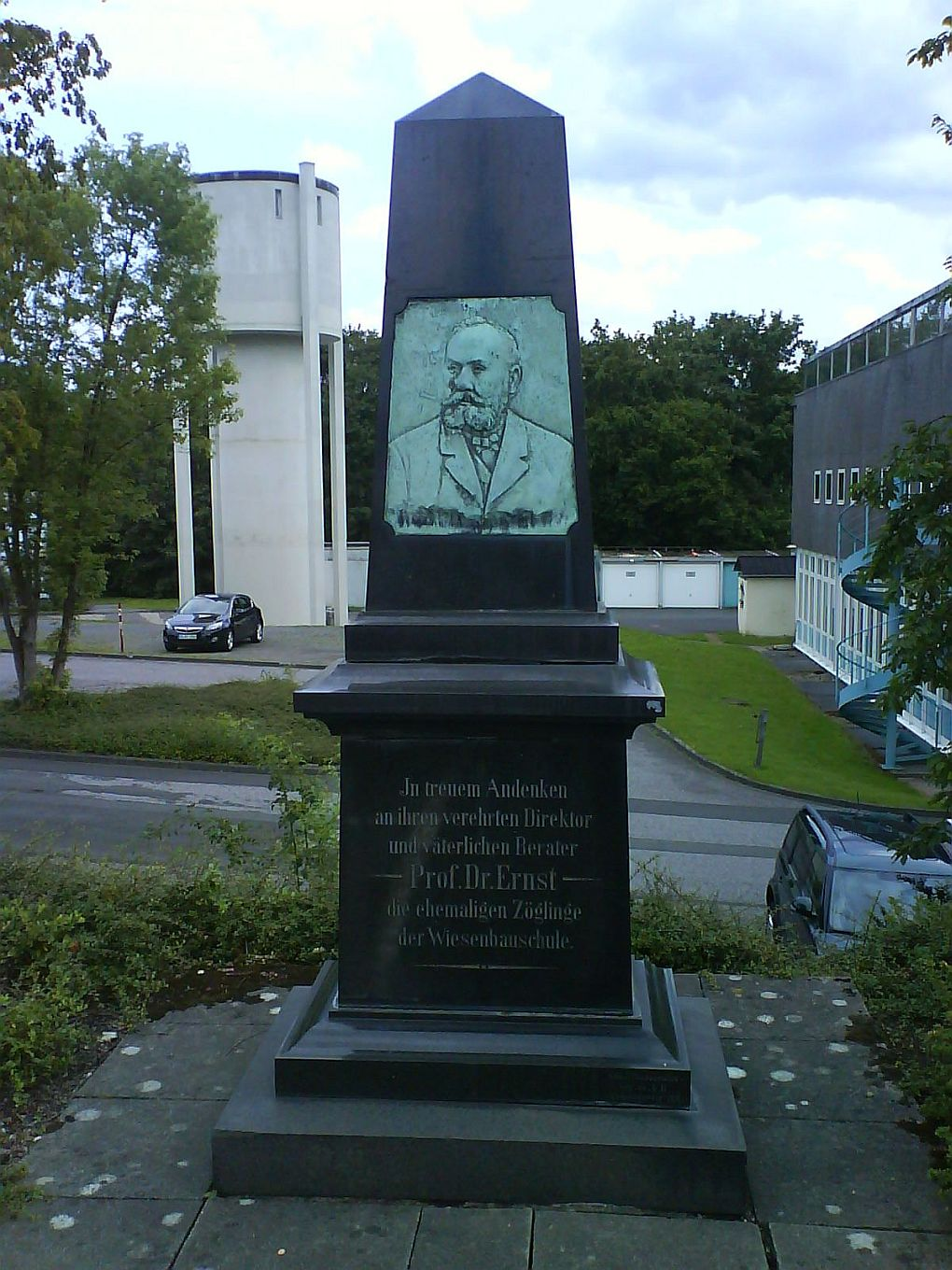
Denkmal am Paul-Bonatz-Campus für den Direktor der Wiesenbauschule, Louis Ernst

1853 wurde die über die Landesgrenzen hinaus bekannte Wiesenbauschule gegründet. Sie beschäftigte sich mit dem Wiesenbau bzw. der Wiesenmelioration. Durch geeignete Be- und Entwässerung der Wiesen sollten Erträge landwirtschaftlicher Nutzflächen optimiert werden. Eine solche Optimierung war insbesondere im Siegerland nötig, da aufgrund des großen Bedarfs an Holzkohle der umliegenden Eisenhütten die meisten Nutzflächen Wälder waren. Diese schränkten die zur Viehzucht geeigneten Flächen stark ein, weshalb nach Möglichkeiten zur Verbesserung des Ertrags der knappen Wiesen geforscht werden musste. Der Schwerpunkt der Ausbildung verlagerte sich nach dem Zweiten Weltkrieg in Richtung Bauingenieurwesen; aus diesem Grund wurde die Wiesenbauschule 1962 in Staatliche Ingenieurschule für Bauwesen umbenannt.

### Vorläufer, Gründung und erste Jahre

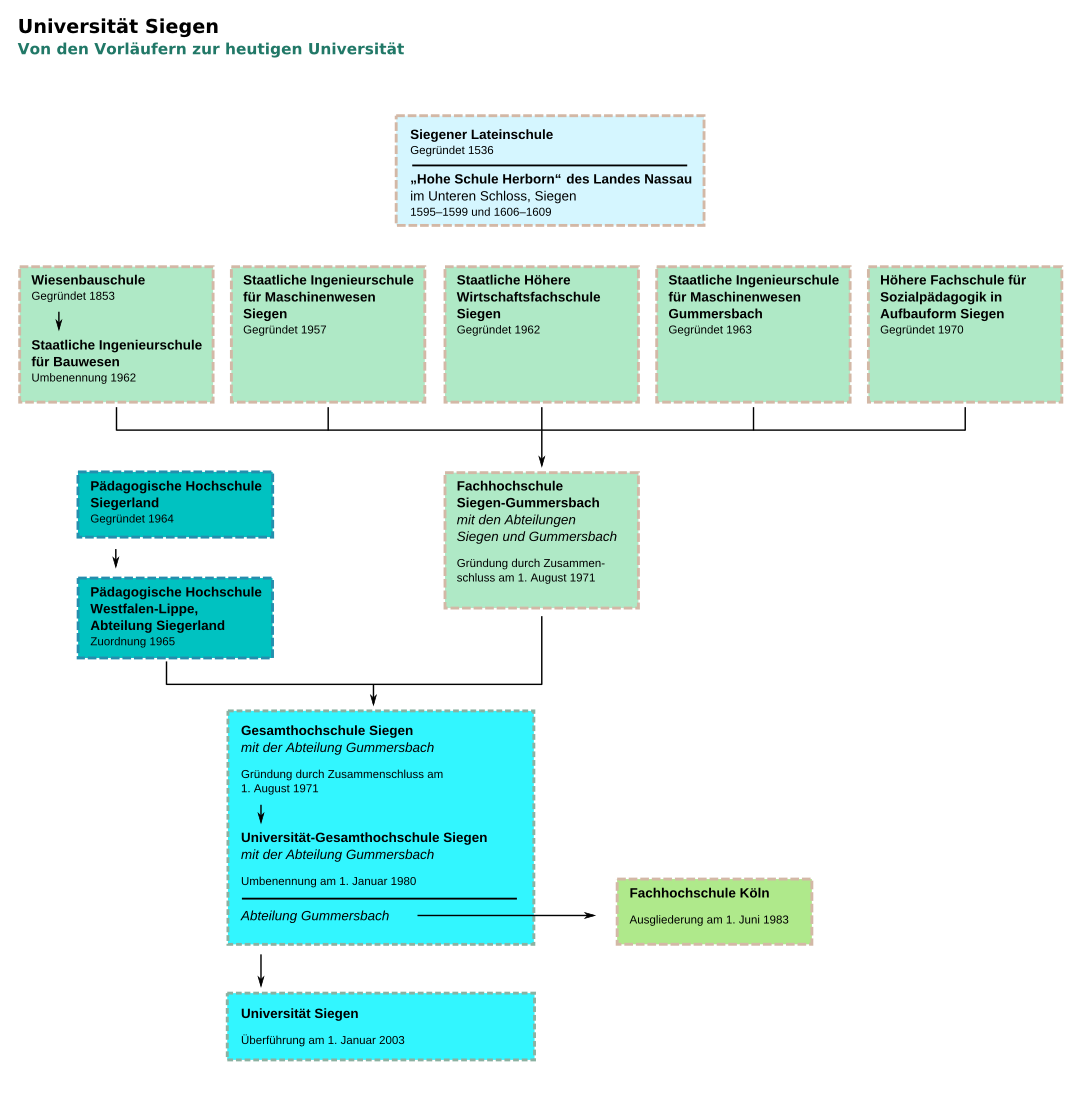
Schematische Darstellung der Geschichte

Die erste jüngere akademische Einrichtung in Siegen (damals mit Standort in Weidenau/Hüttental) erfolgte mit der Gründung der Pädagogischen Hochschule Siegerland im Jahr 1964. Durch die 1965 vorgenommene Zuordnung zur Pädagogischen Hochschule Westfalen-Lippe als Abteilung Siegerland wurde sie in eine wissenschaftliche Hochschule umgewandelt.
Am 1. August 1971 wurden die Fachschulen Staatliche Ingenieurschule für Bauwesen, Staatliche Ingenieurschule für Maschinenwesen Siegen, Staatliche Höhere Wirtschaftsfachschule Siegen, Staatliche Ingenieurschule für Maschinenwesen Gummersbach und die Höhere Fachschule für Sozialpädagogik in Aufbauform Siegen in die neu errichtete Fachhochschule in Siegen mit den Abteilungen Gummersbach und Siegen übergeleitet.
Am 1. August 1972 wurde durch das Gesamthochschulentwicklungsgesetz die Gesamthochschule mit Sitz in Siegen/Hüttental zusammen mit vier weiteren Gesamthochschulen in Nordrhein-Westfalen gegründet. Der Baubeginn des Gebäudekomplexes in Weidenau fiel auf den 8. November 1972. Die Pädagogische Hochschule Siegerland und die Fachhochschule Siegen-Gummersbach mit deren Abteilungen Siegen und Gummersbach wurden in die Gesamthochschule Siegen (kurz GH Siegen) eingegliedert.
In der Gründungsphase verfügte die Gesamthochschule Siegen über etwa 200 Hochschullehrer und knapp 4000 Studierende. Es wurden vier interdisziplinär ausgerichtete interne Forschungsschwerpunkte gebildet: Historische Mobilität und Normenwandel, Massenmedien und Kommunikation, Stoffkunde/Stofftechnik sowie computerunterstützte Mess- und Steuerungsverfahren. Gründungsrektor war unter anderen der Wirtschaftswissenschaftler Professor Artur Woll, Honorary Professor (Zhongnan University Wuhan).
1980 erhielt die Gesamthochschule Siegen den Namenszusatz Universität-Gesamthochschule. Der Standort Gummersbach wurde am 1. Juni 1983 in die Fachhochschule Köln ausgegliedert. Die Lernenden studierten u. a. nach dem in NRW etablierten Y-Modell, bei dem das Grundstudium bis zum Vordiplom weitgehend gemeinsam absolviert wurde, um danach im Hauptstudium das Diplom I oder II zu erlangen. Das Diplom 1 umfasste dabei eine Regelstudienzeit von 6+1 Semester und entsprach einem Abschluss einer Fachhochschule, das Diplom 2 mit 8+1 Semester endete mit einem Universitätsabschluss.

### 1990 bis 2010
1996 beteiligte sich die Universität-Gesamthochschule Siegen als erste deutsche Hochschule am „Institutional Quality Audit Programme“ der Europäischen Rektorenkonferenz (CRE) und setzte die Empfehlungen der Auditoren sukzessive um. Die Universität Siegen versteht sich als Hochschule moderner Prägung. Von besonderer Bedeutung ist für sie moderne Grundlagenforschung, berufsbezogene Ausbildung und ihr Beitrag für den Strukturwandel im Kreis Siegen-Wittgenstein und in den angrenzenden Regionen.
Im Einklang mit der politischen Zielsetzung, die zur Gründung der Gesamthochschulen führte, steht sie für Demokratisierung, Chancengleichheit, Durchlässigkeit von beruflicher und wissenschaftlicher Bildung und Internationalität. Der Reformanspruch der Gesamthochschule wurde durch die integrierten Studiengänge verwirklicht. So wurden innovative integrierte Diplom-Studiengänge wie „Medien-Planung, -Entwicklung und -Beratung“ und „Deutsches und Europäisches Wirtschaftsrecht“ geschaffen.
Zum 1. Januar 2003 wurde die Hochschulform Gesamthochschule vom Landesgesetzgeber aufgegeben, die bestehenden Universitäten-Gesamthochschulen wurden in Universitäten umgewandelt. Seitdem führt die Hochschule die Bezeichnung Universität Siegen. Von zu Gründungszeiten etwa 200 stieg die Anzahl der Professoren bis 1998 auf rund 280 an. Danach sank sie wieder, über rund 250 im Jahr 2005 bis leicht unter 200 im Jahr 2007. Durch Kürzungen des Landes büßte die Universität zwischen 1990 und 2008 96 Stellen ein.
Im Zuge der Umsetzung des Bologna-Prozesses wurde bereits relativ frühzeitig die Einführung von Bachelor- und Master-Studiengängen eingeleitet mit dem Ziel, bis zum Beginn des Wintersemesters 2006/07 in allen Fachbereichen solche aufeinander aufbauenden Studiengänge zu etablieren. Die letzten vier verbliebenen Diplom-Studiengänge wurden zum Wintersemester 2008/09 auf Bachelor/Master umgestellt. Damit sollte auch durch eine bessere Vergleichbarkeit von Studienleistungen die Internationalisierung des Studiums weiter vorangetrieben werden. Dazu wurde außerdem eine moderne Sprachausbildung mit Spezialisierungen und Auslandspartnerschaften eingeführt bzw. erweitert.

### Ab 2010
Unter Rektor Holger Burckhart, der zum 1. Oktober 2009 sein Amt mit einem Reformkonzept antrat, gab sich die Universität eine neue Gliederung. Aus zwölf Fachbereichen wurden mit Wirkung zum 1. Januar 2011 vier thematisch strukturierte Fakultäten. Mit der Neugliederung beabsichtigte das Rektorat die Stärkung der internationalen Wettbewerbsfähigkeit, u. a. durch eine Optimierung der interdisziplinären Forschung und Zusammenarbeit und eine bessere Nutzung personeller und materieller Ressourcen.
Anfang 2016 zog die Universitätsverwaltung aus dem in der Innenstadt gelegenen alten Siegener Finanzamt am Herrengarten in ein am Campus Adolf-Reichwein-Straße neu errichtetes Gebäude. Zwischen 2017 und 2020 wurden durch Mittel des Hochschulbau-Konsolidierungsprogramms des Landes NRW Teile des Adolf-Reichwein-Campus (darunter die Hauptbibliothek und die Mensa) saniert und modern gestaltet. Darüber hinaus wurden am Campus Unteres Schloss ein neues Hörsaalzentrum und eine neue Mensa errichtet.
Die Universität engagiert sich verstärkt für die Einbindung der Ehemaligen und führt in regelmäßigen Abständen Alumni-Tage durch.

## Gliederung
Die Universität gliedert sich in Fakultäten sowie in wissenschaftliche Einrichtungen und Zentrale Betriebseinheiten. Sie wird von einem Rektorat geleitet, dem der Rektor vorsteht. Das Rektorat wird durch den Senat kontrolliert, der aus gewählten Vertretern der Hochschullehrer, der akademischen und nichtakademischen Mitarbeiter sowie aus Studierenden besteht. Ein Hochschulrat, der zu mindestens 50 % mit externen Personen besetzt ist, übernimmt u. a. die Funktion der wissenschaftlichen Beratung der Universitätsleitung.

### Fakultäten
An der Universität Siegen gibt es fünf Fakultäten. Zum Wintersemester 2021/2022 wurden 51 Fachstudiengänge angeboten sowie in der Philosophischen Fakultät ein Studienkonzept mit drei Studienmodellen und neun Lehramtsstudiengängen, verteilt auf 138 Teilstudiengänge.
| Fakultät I – Philosophische Fakultät                                                 |
| ------------------------------------------------------------------------------------ |
| Germanistisches Seminar                                                              |
| Historisches Seminar                                                                 |
| Medienwissenschaftliches Seminar                                                     |
| Philosophisches Seminar                                                              |
| Romanisches Seminar                                                                  |
| Seminar für Anglistik                                                                |
| Seminar für Evangelische Theologie                                                   |
| Seminar für Katholische Theologie                                                    |
| Seminar für Sozialwissenschaften                                                     |
| Fakultät II – Bildung · Architektur · Künste                                         |
| Department Erziehungswissenschaft                                                    |
| Department Architektur                                                               |
| Department Kunst und Musik                                                           |
| Fakultät III – Wirtschaftswissenschaften, Wirtschaftsinformatik und Wirtschaftsrecht |
| Betriebswirtschaftslehre                                                             |
| Forschungsstelle Plurale Ökonomik                                                    |
| Statistik                                                                            |
| Volkswirtschaftslehre                                                                |
| Wirtschaftsdidaktik                                                                  |
| Wirtschaftsfremdsprachen                                                             |
| Wirtschaftsinformatik                                                                |
| Wirtschaftsrecht                                                                     |
| Fakultät IV – Naturwissenschaftlich-Technische Fakultät                              |
| Department Bauingenieurwesen                                                         |
| Department Chemie und Biologie                                                       |
| Department Elektrotechnik und Informatik                                             |
| Department Maschinenbau                                                              |
| Department Mathematik                                                                |
| Department Physik                                                                    |
| Fakultät V – Lebenswissenschaftliche Fakultät                                        |
| Department Digitale Gesundheitswissenschaften & Biomedizin                           |
| Department Psychologie                                                               |

### Wissenschaftliche Zentren und Einrichtungen
- Forschungskolleg „Zukunft menschlich gestalten“ (FoKoS)
- Transdisziplinäre Kultur- und Medienwissenschaften mit dem Forschungsschwerpunkt vergleichende Medien- und Sozialforschung
  - Institut für Medienforschung
  - DFG-Graduiertenkolleg „Locating Media“
  - DFG-Sonderforschungsbereich „Medien der Kooperation“
  - DFG-Sonderforschungsbereich „Transformationen des Populären“
  - Forschungsinstitut für Geistes- und Sozialwissenschaften (FIGS)
  - Institut für Europäische Regionalforschungen (IFER)
  - Zentrum für Kommentarische Interpretationen zu Kant (ZetKIK)
- Bildung · Architektur · Künste mit dem Forschungsleitziel „Gemeinschaft gestalten“
  - Forschungsstelle Kulturökologie und Literaturdidaktik (KöLi)
  - Siegener Zentrum für sozialwissenschaftliche Erziehungs- und Bildungsforschung (SiZe)
  - Zentrum für Planung und Evaluation Sozialer Dienste (ZPE)
  - Zentrum für Gender Studies Siegen (Gestu_S)
  - Interdisziplinäres Kompetenzzentrum Altbau (INKA)
- Wirtschaftswissenschaften mit dem Forschungsschwerpunkt „Governance und Mittelstand“
  - Universität Siegen Business School
  - Siegener Mittelstandsinstitut (SMI): ab der Gründung 2003 war bis 2015 Professor Gero Hoch Vorstandsmitglied
  - Zentrum für die Digitalisierung der Wirtschaft (ZDW)
  - Siegener Institut für Unternehmensbesteuerung, Wirtschaftsprüfung, Rechnungslegung und Wirtschaftsrecht (SUWI)
  - Zentrum für Ökonomische Bildung in Siegen (ZöBis)
  - Institut für Medienforschung
- Natur- und Ingenieurwissenschaften
  - Center for Particle Physics Siegen (CPPS)
  - Forschungszentrum für Mikro-/Nanochemie und Technologie (Cμ)
  - DFG Forschergruppe „Quark Flavour Physics and Effective Field Theories“
  - DFG-Graduiertenkolleg „Imaging New Modalities“
  - Forschungsinstitut für innovative Baustoffe und Bauwerke (FiBB)
  - Forschungsinstitut Wasser und Umwelt (fwu)
  - Zentrum für innovative Materialien (Cm)
  - NRW-Zentrum für Sensorsysteme (ZESS)
  - Zentrum für Entwicklungsländerforschung und Wissenstransfer (ZEW)
- Zentrum für Lehrerbildung und Bildungsforschung (ZLB)

### Zentrale Betriebseinheiten
Die Zentralen Betriebseinheiten übernehmen zumeist interdisziplinäre Aufgaben: Neben der Universitätsbibliothek und dem Zentrum für Informations- und Medientechnologie (ZIMT) bildet die Zentrale Studienberatung sowie die Zentrale Betriebseinheit Sport und Bewegung jeweils eine eigene Zentrale Betriebseinheit. Das ZIMT ist hervorgegangen aus den Vorläufereinrichtungen HRZ (Hochschulrechenzentrum) und MZ (Medienzentrum) der Universität Siegen.

## Studenten

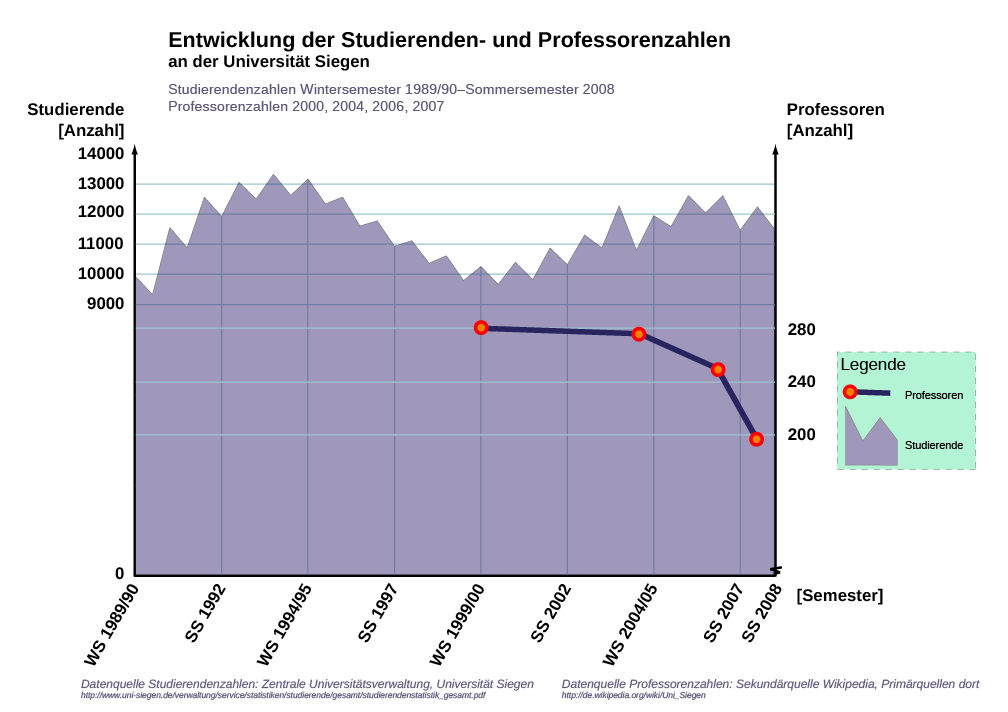
Entwicklung der Studenten- und Professorenzahlen

### Überblick

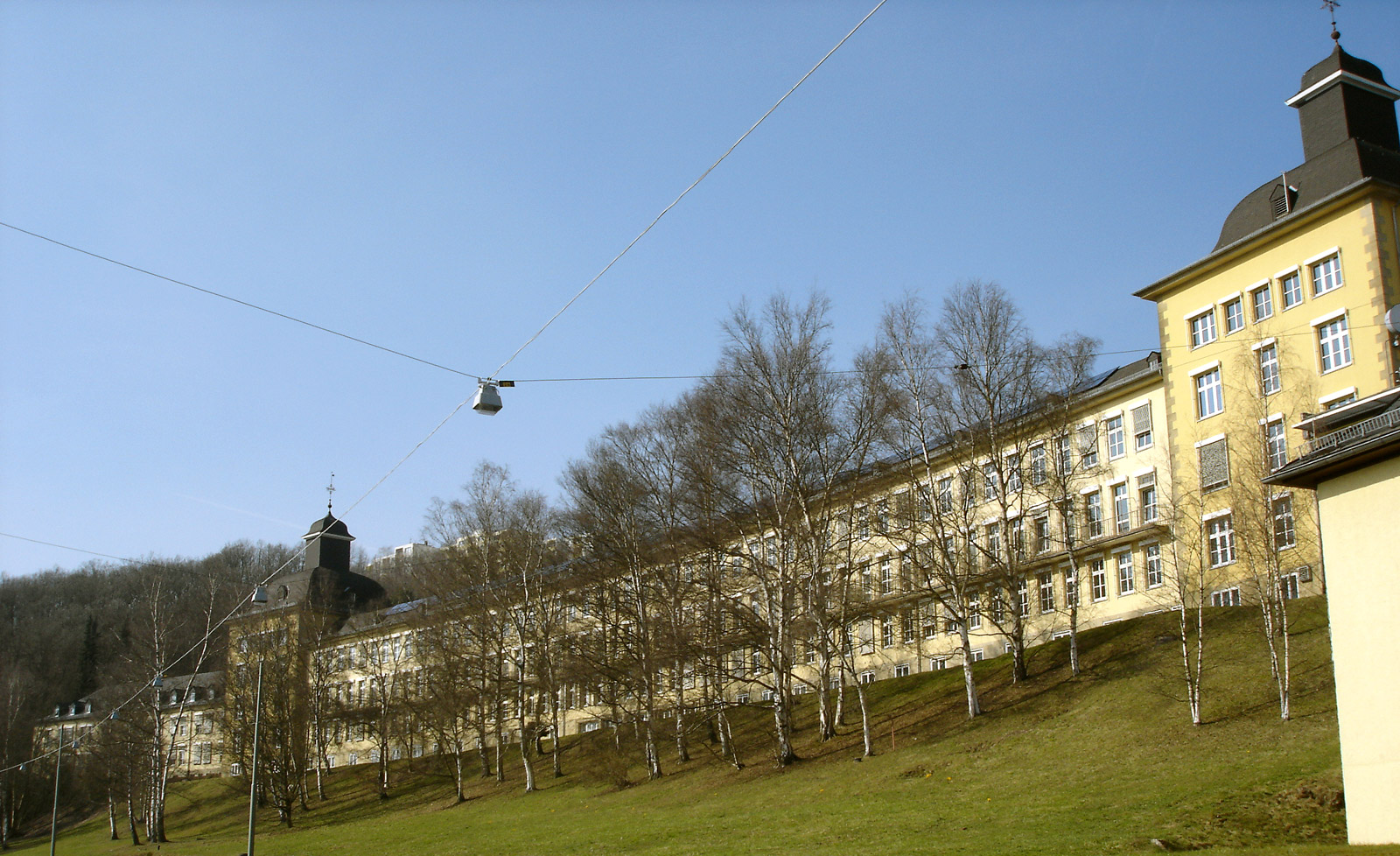
Emmy-Noether-Campus

An der Universität sind ca. 14.000 Studenten immatrikuliert (Stand: WS 2024/2025). Da sie ursprünglich nur für 8.200 Studierende konzipiert worden war, litt sie speziell in den späten 1980er und frühen 1990er Jahren unter einer gewissen Raumnot, die durch Auslagerung der Verwaltung in den Herrengarten entschärft werden konnte. In den Spitzenzeiten der 1990er Jahre hatte die Universität über 13.250 Studenten; nach zwischenzeitlichen Rückläufen steigt die Zahl seit Anfang 2000 wieder an. Der Grund für die sehr variablen Studentenzahlen lag unter anderem in der Tatsache, dass die Universität Siegen für bestimmte Studiengänge, die einem Numerus clausus unterlagen, als Überlaufbecken für die stark überlaufenen Universitäten in Köln, Bonn und Dortmund fungierte. In Zeiten starker Nachfrage stieg die Zahl der Studenten in diesen Studiengängen in Siegen besonders stark an. Im Wintersemester 1988/89 immatrikulierten sich z. B. über 600 anstatt der ca. 300 erwarteten Studenten für den Fachbereich Maschinenbau.
Seit Etablierung der Bachelor-/Master-Studiengänge 2008 waren die Studentenzahlen zunächst leicht rückläufig. Begründet wurde dies mit dem zeitnahen Abschluss der kürzeren Bachelor-Studiengänge und der an der Universität Siegen geringeren Nachfrage nach den sich anschließenden Master-Studiengängen. Im Wintersemester 2009/10 immatrikulierten sich mit rund 2.800 jedoch 600 Erstsemester mehr als im Vorjahr. Dieser Trend setzte sich in den folgenden Jahren fort, sodass im Wintersemester 2010/11 insgesamt 14.061 sowie zu Beginn des Wintersemesters 2011/12 rund 15.500 Studenten eingeschrieben waren. Zum Wintersemester 2011/12 bewarben sich insgesamt über 21.000 Studienwillige auf zulassungsbeschränkte Studiengänge, von denen sich etwa 3.400 immatrikulieren konnten. Für den doppelten Abiturjahrgang 2013 wurden unter anderem mit 4.900 neue Studienplätze geschaffen, zusätzliches Personal eingestellt, Räume angemietet und ein neues Buskonzept etabliert.
Von den Studenten sind ungefähr 50 % weiblich. Etwa 12 % der Studierenden kommen aus dem Ausland. In den Jahren 2002 bis 2007 gab es durchschnittlich 1300 Absolventen, 77 Promotionen (24 % von Frauen) und 6 Habilitationen pro Jahr.

### Verfasste Studierendenschaft
Die Verfasste Studierendenschaft ist in 11 Fachschaften gegliedert. Zu den einzelnen Fachschaften der früheren Fachbereiche 5–12 kommen drei Fachschaftsräte AES/ISPA/BASA (Sozialarbeit/-pädagogik), GHR (Lehramt Grund-, Haupt-, Realschule) und 1(2)–4 (Lehramt Sekundar- und Berufsschule, Magister, Bachelor- und Masterstudiengänge).
Die Interessen der Studierenden werden durch einen Allgemeinen Studierendenausschuss (AStA) vertreten, der vom Studierendenparlament gewählt wird. Seit den 1990er Jahren bis 2005 wurde der AStA größtenteils vom linken Zusammenschluss der Listen DLL, UL-AES und UIL getragen. Seit 2006 wird er von der Juso-Hochschulgruppe dominiert. Im Februar 2015 beschloss der AStA die Umbenennung studentischer Gremien nach dem Arzt von Buchenwald und gebürtigen Siegener Walter Krämer.

#### Studierendenparlament
- CG: 6
- IL: 6
- Juso-HSG: 2
- Listenlos: 3
- RCDS: 2
- Vision: 1
- ZAK: 5

Die Wahlbeteiligung der jährlich stattfindenden Wahl des Studierendenparlaments liegt bei 10–15 %.
Die Wahlergebnisse der vergangenen Jahre gestalteten sich wie folgt:
| Hochschulgruppe                       | Sitze 18/19 | Sitze 19/20 | Sitze 20/21/22 | Sitze 22/23 | Sitze 23/24 | Sitze 24/25 |
| ------------------------------------- | ----------- | ----------- | -------------- | ----------- | ----------- | ----------- |
| JU-Hochschulgruppe / RCDS             | 6           | 5           | 4              | -           | -           | 2           |
| Jusos                                 | 5           | 4           | 3              | 2           | 3           | 2           |
| Die Linke.SDS                         | 2           | 5           | 7              | 2           | -           | -           |
| Fak4StuPa                             | 3           | 1           | -              | -           | -           | -           |
| Die LISTE                             | -           | 2           | 1              | 1           | 2           | -           |
| Liberale Hochschulgruppe              | 2           | 2           | 1              | -           | -           | -           |
| Campus Grün (CG)                      | -           | 5           | 3              | 7           | 5           | 6           |
| GLL (Gesamt Linke Liste)              | 4           | -           | -              | -           | -           | -           |
| gaW                                   | 3           | -           | -              | -           | -           | -           |
| Listenlos                             | -           | 1           | 4              | 3           | 2           | 3           |
| Die Regenbogen Weltraum Panda Piraten | -           | -           | 1              | -           | -           | -           |
| Grüne Liste                           | -           | -           | 1              | -           | -           | -           |
| Internationale Liste (IL)             | -           | -           | -              | 5           | 8           | 6           |
| ZAK                                   | -           | -           | -              | 5           | 4           | 5           |
| Linke Liste                           | -           | -           | -              | -           | 1           | -           |
| Vision                                | -           | -           | -              | -           | -           | 1           |

Die Juso-Hochschulgruppe ist die älteste ihrer Art bundesweit und wurde bereits 1969 gegründet.

#### Ehemalige Hochschulgruppen
Weitere nennenswerte ehemalige Hochschulgruppen sind Brennpunkt Uni, eine parteiunabhängige, linke Hochschulgruppe, die aus dem Bildungsstreik 2006 hervorging und bis 2012 existierte (ab 2009 AStA-konstituierend), sowie die Piraten-Hochschulgruppe, die von 2010 bis 2012 existierte und ebenfalls stets in der verfassten Studierendenschaft mitwirkte.

### Studentische Initiativen, autonome Referate und Hochschulgruppen (Auswahl)
- AntiFa AG
- Artgerëcht KunstWertSchätzen
- Ausländer-Referat
- BIPOC Society
- Kulturreferat
- Referat für kritische Wissenschaften und politische Bildung
- CampusTV
- CDStV Nibelungen zu Siegen im Wingolfsbund
- Debattierclub der Uni Siegen
- Der Goldene Monaco – Der studentische Filmpreis der Universität Siegen
- eLab
- Evangelische Studierendengemeinde Siegen
- Filmwerkstatt
- GenderS
- Glückspils
- International Association for the Exchange of Students for Technical Experience
- Initiative Kritische Ökonomik Siegen (IkÖS)
- International Students in Siegen – INS²
- Katholische Akademische Verbindung Rheno-Nassovia zu Siegen im CV
- Katholische Hochschulgemeinde Siegen
- Krabbelstube
- Kurdische Studierende der Universität Siegen
- mediaZINE – das Campusmagazin für Gesellschaft, Kultur und Medien
- panoptikum – Das Kino
- Philosophen-Stammtisch ProPhiS
- Photo AG
- queer@Uni
- Radius 92.1 – Das Campusradio
- Refugees Welcome
- Speeding Scientists Siegen e. V.
- Spieleinitiative USK57
- Studentenreitgruppe Siegen (CHU)
- Study & Consult e. V.
- Treffpunkt Geschichte (TrePuGete)
- VWI – Verband deutscher Wirtschaftsingenieure Hochschulgruppe Siegen e.V
- Unix AG
- UniSolar Siegen
- women – Autonomes feministisches Referat

### Semesterticket
Seit 1993 verfügt die Studierendenschaft über ein Semesterticket in Form des Solidar-Modells. Der Gültigkeitsbereich erstreckt sich auf den ÖPNV im Bereich der VGWS, im Schienenverkehr zum Teil auch darüber hinaus. Mit Beginn des Sommersemesters 2008 wurde der Gültigkeitsbereich auf ganz Nordrhein-Westfalen („NRW-Ticket“) ausgedehnt. Der im Semesterbeitrag enthaltene Preis pro Semester beträgt 166,35 Euro im Sommersemester 2020. Der Beitrag setzt sich aus einem Grundbeitrag in Höhe von 109,25 Euro, 54,60 Euro zur Ausdehnung des Gültigkeitsbereichs auf ganz NRW und 2,50 Euro zur Finanzierung sozialer Härtefälle zusammen. Das Ticket muss verpflichtend von allen Studierenden (bis auf wenige Ausnahmen) erworben werden.

### Goldener Monaco
Der Goldene Monaco (nach dem Filmwissenschaftler James Monaco benannt) ist der studentische Filmpreis der Universität. Jedes Jahr organisieren Studierende diesen für ihre Kommilitonen. Alle Studierenden der Universität Siegen können ihre Filme einreichen, eine Jury aus Medienvertretern wählt dann bei einer großen Gala die Gewinner in mehreren Kategorien.

## Studien- und Semesterbeitrag

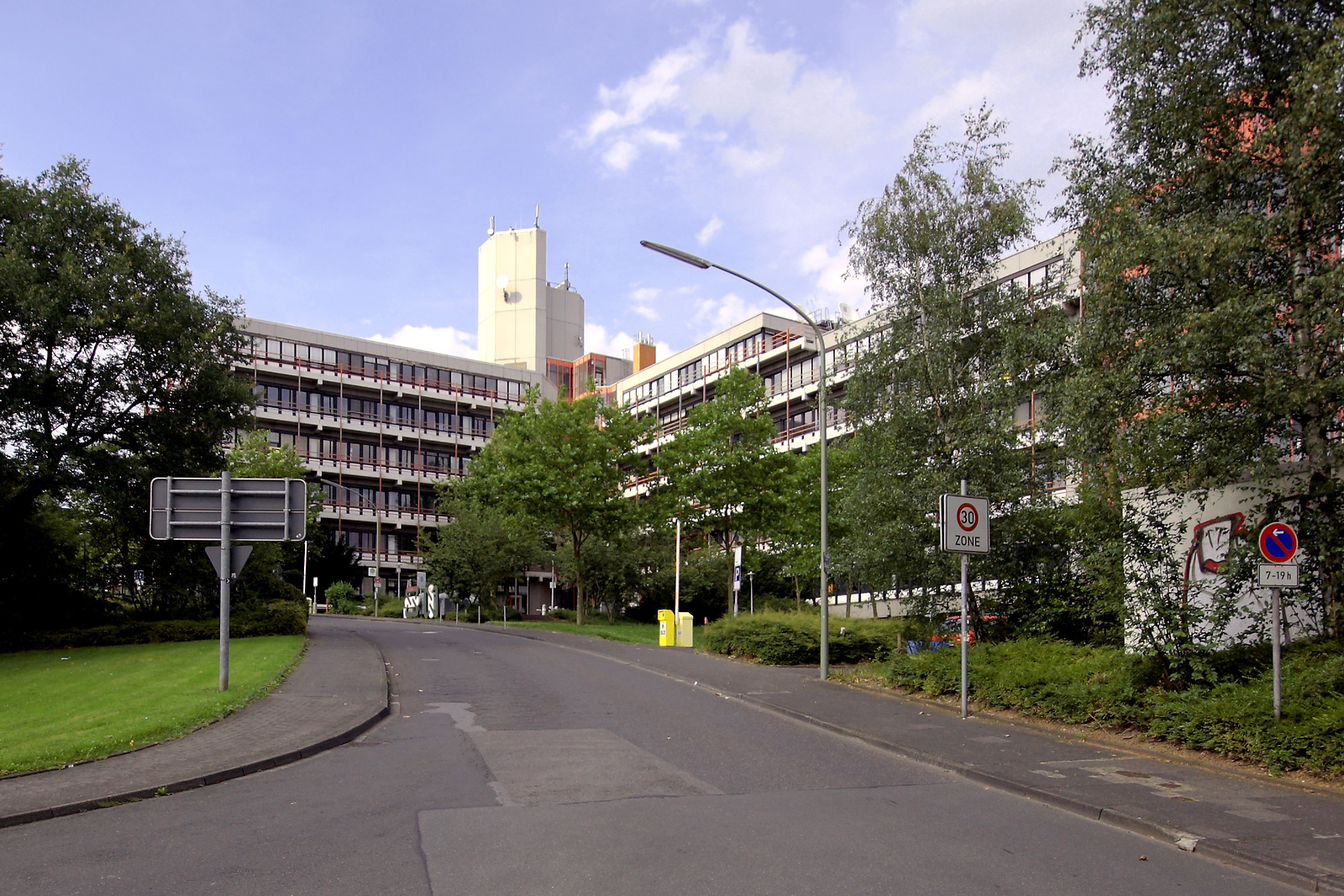
Hauptgebäude des Campus Hölderlinstr.

### Studienbeitrag
Am 24. Februar 2011 beschloss der Düsseldorfer Landtag die Abschaffung der Studienbeiträge. Ab dem WS 2011/12 werden in NRW und somit auch an der Universität Siegen keine Studienbeiträge mehr erhoben.
Die Universität Siegen erhob seit dem Wintersemester 2006/07 für Neuimmatrikulationen, seit dem Sommersemester 2007 für alle eingeschriebenen Studierenden allgemeine Studienbeiträge in Höhe von 500 Euro. Die im Juli 2006 im Senat der Hochschule unter Ausschluss der Öffentlichkeit verabschiedete Beitragssatzung musste nach einem Urteil des Verwaltungsgerichts Arnsberg erneut im Juni 2007 beschlossen werden, da die Abstimmung seinerzeit nicht ohne weiteres unter Ausschluss der Öffentlichkeit hätte erfolgen dürfen.
Die zweckgebundenen Einnahmen mussten zur Verbesserung der Lehre und der Studienbedingungen eingesetzt werden. Durch Studienbeiträge wurden unter anderem die Öffnungszeiten der Bibliothek ausgedehnt, PC-Benutzerarbeitsplätze der Bibliothek mit Flachbildschirmen ausgestattet und das Kompetenzzentrum Siegen (KoSi) geschaffen, das unter anderem PC- und Sprachkurse für Studierende anbietet. Zudem konnten durch Einstellung zusätzlichen wissenschaftlichen Personals kleinere Übungsgruppen angeboten werden.
Seitens der Studierendenvertretung wurde kritisiert, dass durch Studienbeiträge Haushaltslöcher gestopft würden. Teilweise wurden studentische Hilfskräfte für Tutorien nunmehr nicht mehr aus Haushaltsmitteln, sondern aus Studienbeiträgen bezahlt. Das Rektorat entgegnete, dass durch Studienbeiträge keine Haushaltslöcher gestopft würden und „in keinem Fall eine durch Stellenstreichung entfallene Planstelle durch eine aus Studienbeiträgen finanzierte Stelle ersetzt wurde“. Mit den Mitteln würden Probleme bedingt durch die finanzielle Unterausstattung bekämpft, wozu auch in überfüllten Fachbereichen die Einstellung von Professoren oder die Finanzierung von studentischen Hilfskräften zähle.
Die Einnahmen aus Studienbeiträgen beliefen sich im Haushaltsjahr 2008 auf ca. 6,5 Millionen Euro.

### Semesterbeitrag
Der von Studienbeiträgen zu unterscheidende Semesterbeitrag beträgt 320,40 Euro (Stand: Wintersemester 2024/2025). Er setzt sich aus dem Solidarbeitrag (4,00 Euro), dem AStA-Beitrag (20,00 Euro), dem Deutschlandsemesterticket (176,40 Euro) und dem an das Studentenwerk zu entrichtenden Sozialbeitrag (120,00 Euro) zusammen.

## Campus

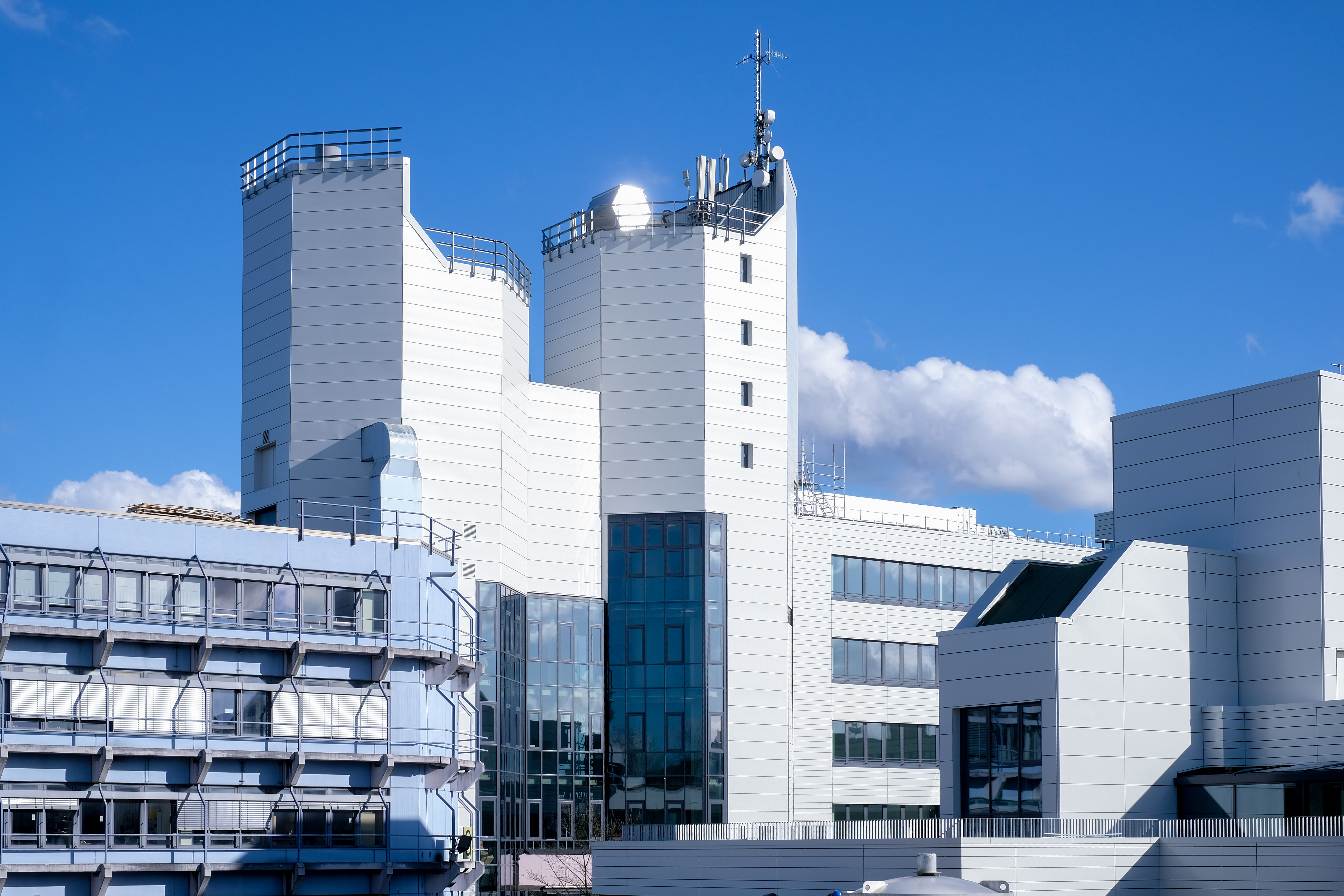
Campus Adolf-Reichwein-Straße

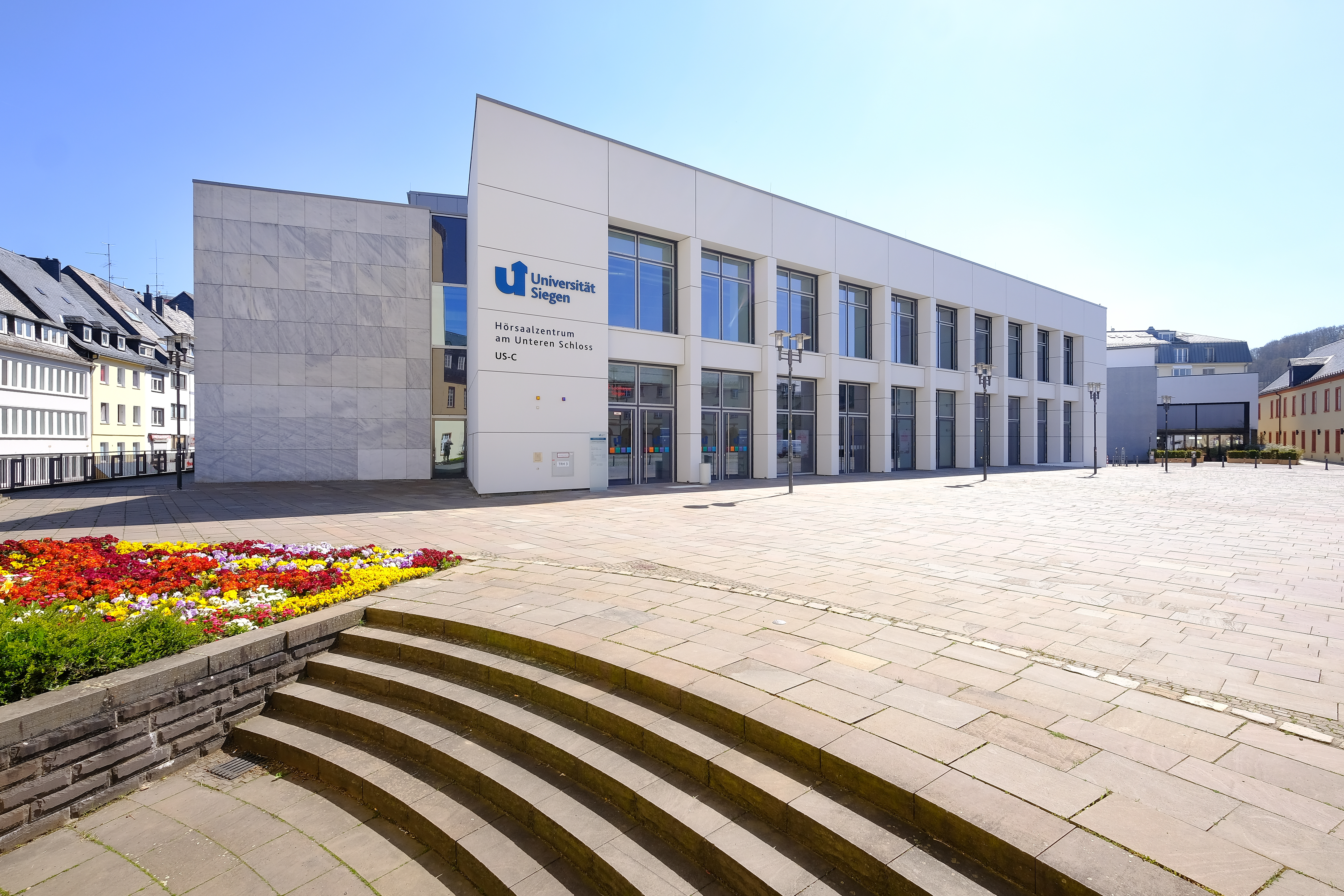
Hörsaalzentrum am Campus Unteres Schloss

Die Universität hat mehrere Campus-Standorte im Stadtgebiet. Ihre Gebäude sind auf vier Kerngebiete (Haardter Berg, Unteres Schloss, Herrengarten und Emmy-Noether-Campus) verteilt.

### Lage

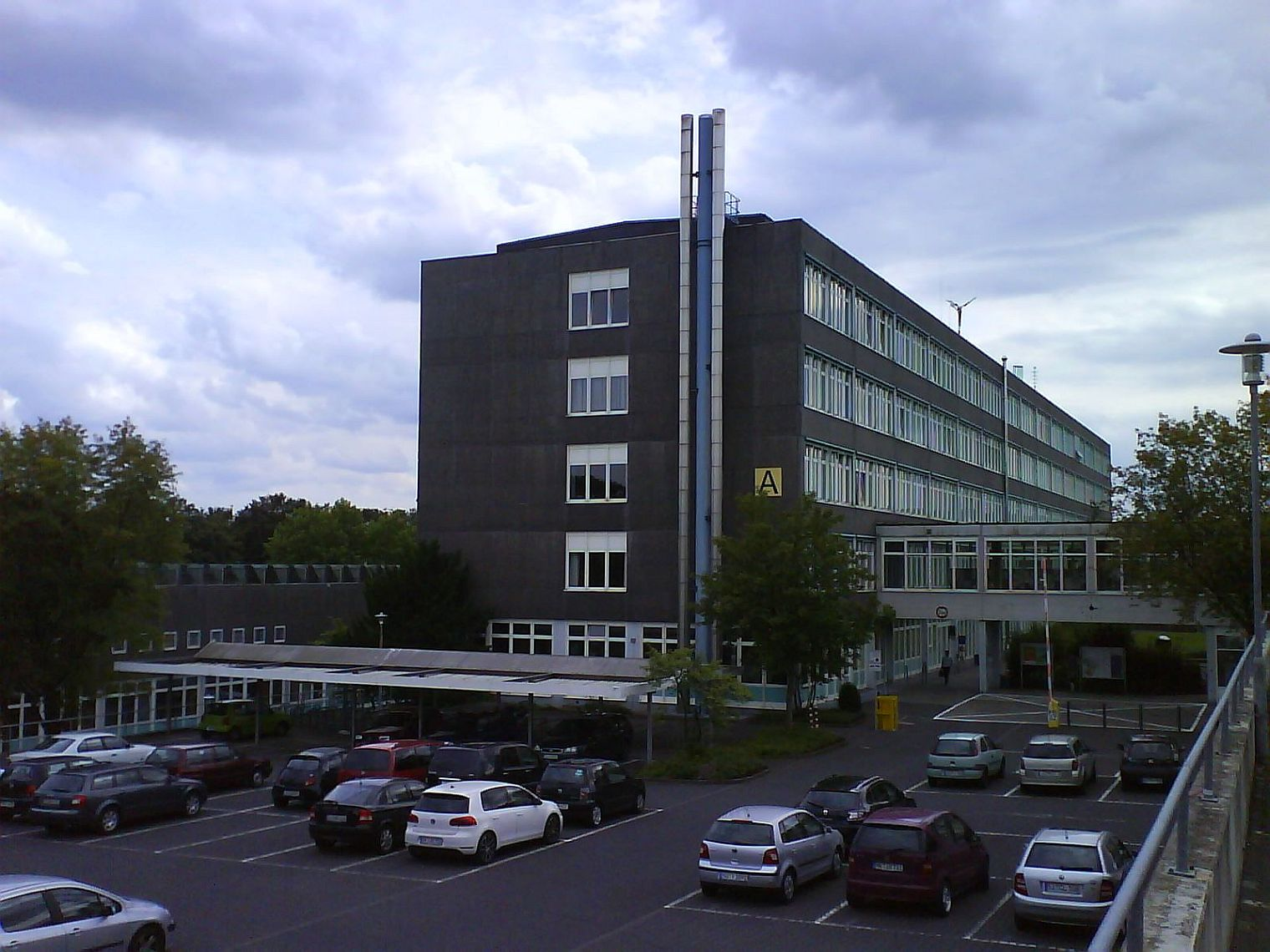
Paul-Bonatz-Campus

Der überwiegende Teil der Universität liegt im Stadtteil Weidenau. Der zusammenhängende Bereich auf dem Haardter Berg umfasst einerseits den Campus Adolf-Reichwein-Straße. Dort befinden sich die großen Hörsäle der Universität, die Zentralmensa, die Zentrale Studienberatung, die Zentrale der Universitätsbibliothek Siegen, die Abteilung International Student Affairs, die Universitätsverwaltung und ein Teil des Zentrums für Informations- und Medientechnologie. Etwa 500 m südöstlich liegt der Campus Hölderlinstraße mit dem Zentrum für Informations- und Medientechnologie und der Teilbibliothek Hölderlinstraße und dem Studentenwerk. Weitere 400 m südlich an der Paul-Bonatz-Straße befindet sich der Campus der Ingenieurwissenschaften, der aus den Gebäuden der ehemaligen Ingenieurschule hervorging. In dem am 25. März 2003 eröffneten Artur-Woll-Haus am Osthang des Haardter Berges befinden sich das Gästehaus der Universität und Drittmittelforschungseinrichtungen.
Etwa 5 km südwestlich vom Haardter Berg befindet sich auf dem Fischbacherberg der Emmy-Noether-Campus. Seit 1999 sind dort die Fachbereiche Mathematik und Physik untergebracht. In dem Gebäude des ehemaligen Jung-Stilling-Krankenhauses befand sich zuletzt eine Bundeswehrverwaltungsschule.
Einen Kilometer westlich vom Haardter Berg befindet sich an der Grenze zwischen den Stadtteilen Weidenau und Geisweid das alte Brauhaus, in dem der Bereich Kunst seinen Hauptsitz hat. Hier werden praktische Arbeiten der Kunststudierenden wie Malerei und Fotografie ausgeübt, ferner finden regelmäßig Ausstellungen statt.

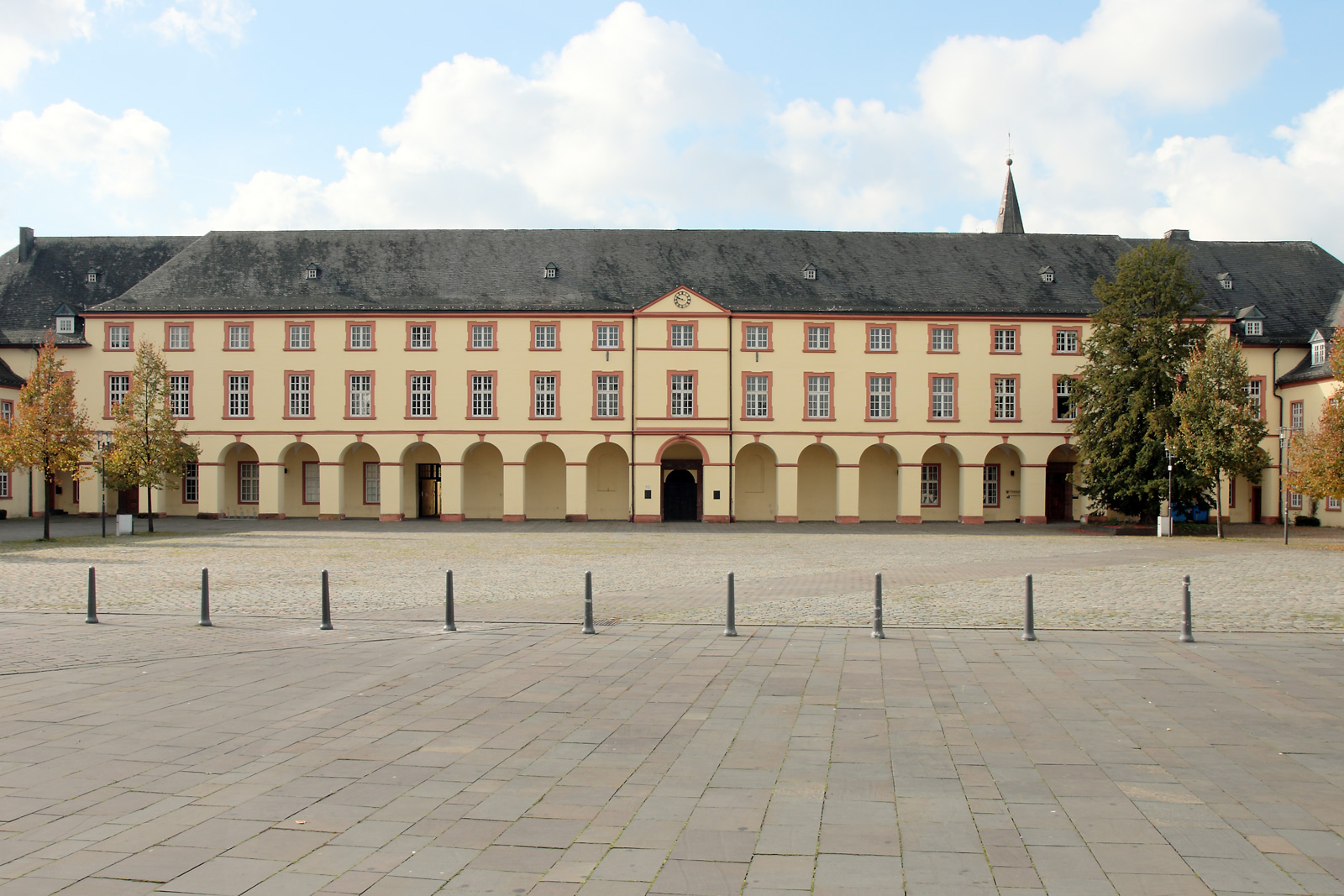
Hauptgebäude Campus Unteres Schloss

In der Innenstadt Siegens befindet sich der Campus Unteres Schloss. Er setzt sich aus dem historischen Unteren Schloss, das zum Sommersemester 2016 bezogen wurde, und dem angrenzenden ehemaligen Kreisklinikum an der Kohlbettstraße (Bezug zum Wintersemester 2014/15) zusammen. Der Campus beheimatet die Fakultät III und die Teilbibliothek Unteres Schloss. Als Herzstück des Innenstadt-Campus der Universität Siegen gilt das neue Hörsaalzentrum. 2018 startete die Baumaßnahme, bei der die obere Etage des Warenhauses GALERIA Karstadt Kaufhof komplett geräumt und umgebaut wurde. Ende 2020 wurde das neue Hörsaal- und Seminarzentrum fertiggestellt.

### Architektur

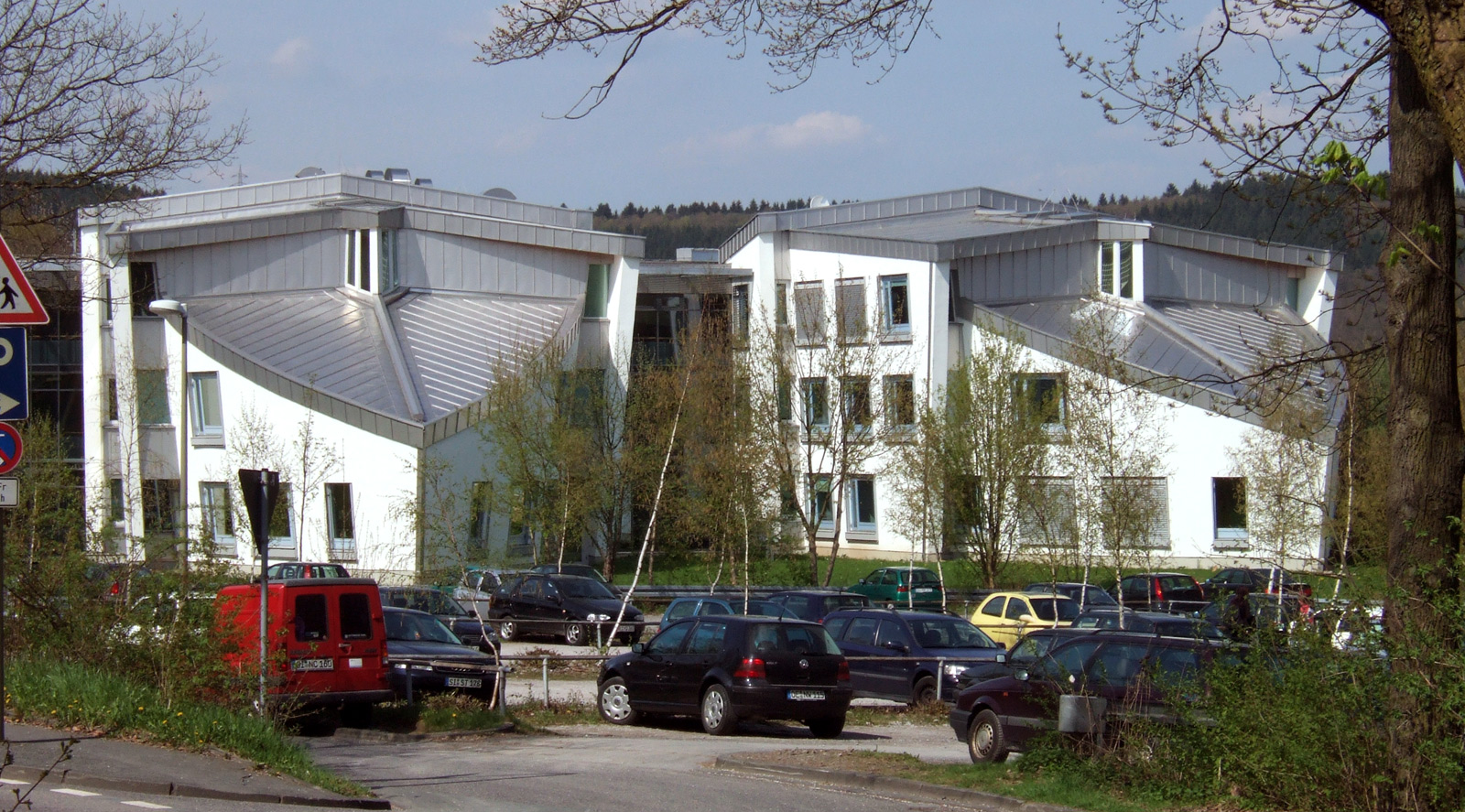
Artur-Woll-Haus

Mit dem Artur-Woll-Haus wurde von dem niederländischen Architekturbüro rau architecten ein architektonisch außergewöhnliches Gebäude geschaffen. Es besteht neben einer bogenförmigen Zentraleinheit aus drei Flügeln, die einem Schiffsbug ähneln. Die Baukosten belaufen sich auf rund 8,6 Millionen Euro.
Die Universität wurde mit anderen Universitäten in Nordrhein-Westfalen geplant, sodass ein ähnlicher Baustil und zum Teil gleiche Gebäude-Module bei den Universitäten Duisburg-Essen, Paderborn und Wuppertal wiederzufinden sind.

## Forschung

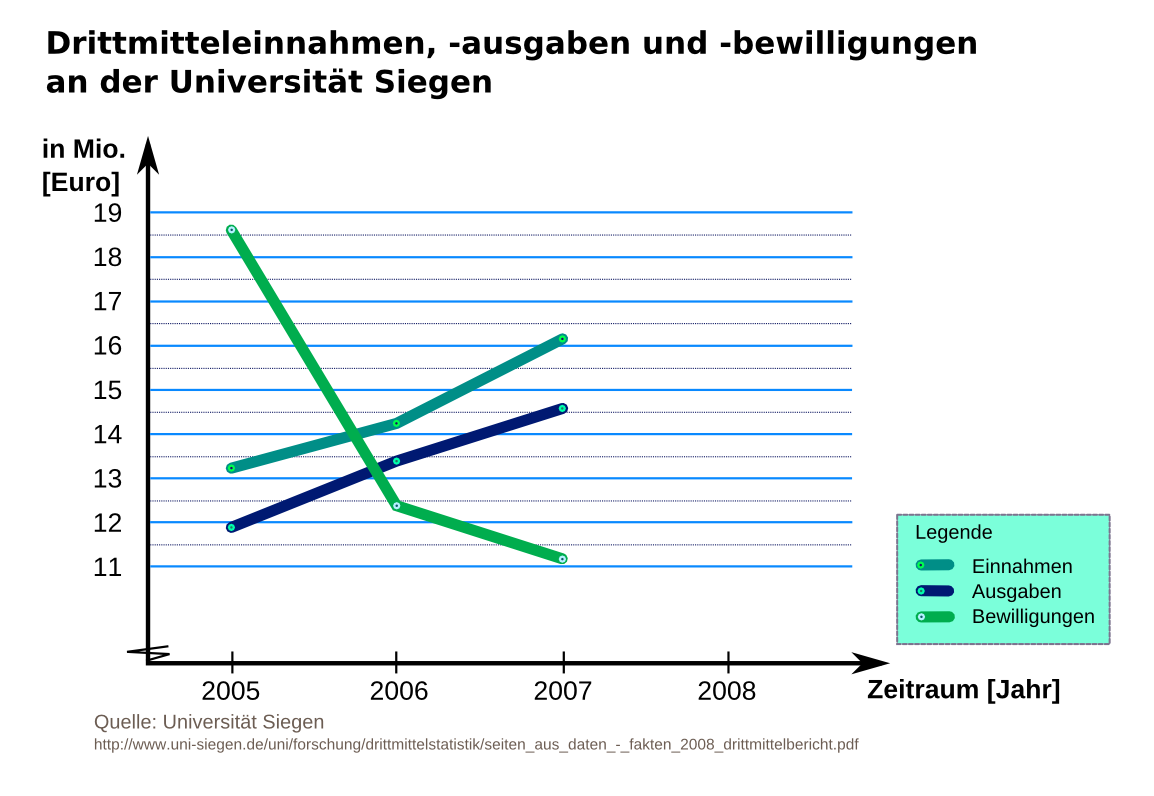
Drittmittel: Einnahmen, Ausgaben, Bewilligungen

Die Universität verfügt über ein breit gefächertes Spektrum von Forschungsaktivitäten. Die Profilbereiche der Universität bilden thematisch fokussierte, teilweise interdisziplinär ausgerichtete Forschungsschwerpunkte ab, die die großen wissenschaftlichen und gesellschaftlichen Herausforderungen adressieren. Diese sind Medien & Kultur, Bildung & Soziales, Sensorik & Visual Computing, sowie Materie & Quantensysteme.
Die Drittmitteleinnahmen beliefen sich 2016 auf 38,63 Millionen Euro, 2017 auf 32,16 Millionen Euro, 2018 auf 34,91 Millionen Euro, 2019 auf 48,88 Millionen Euro, 2020 auf 55,33 Millionen Euro und 2021 auf 49,65 Millionen Euro.
| Fördermittelgeber          | 2021 in Mio. € | 2020 in Mio. € |
| -------------------------- | -------------- | -------------- |
| DFG inkl. SFB              | 09,330         | 015,400        |
| BMBF                       | 027,780        | 011,150        |
| EU                         | 01,360         | 022,370        |
| Stiftungen                 | 00,340         | 00,140         |
| MKW NRW                    | 03,350         | 01,420         |
| andere Förderinstitutionen | 05,980         | 03,060         |
| freie Wirtschaft           | 01,480         | 01,780         |
| Gesamtergebnis             | 49,650         | 055,330        |

## Ranking

### Ranking über Lehre
Im bundesweiten Hochschulranking 1999 des Nachrichtenmagazins Der Spiegel belegten die Studiengänge Pädagogik, Germanistik, Anglistik und Maschinenbau wie auch die Universität im Gesamtranking Plätze in der Spitzengruppe. Im Gegensatz zu Forschungsrankings, die in der Regel die Anzahl der Veröffentlichungen und Zitierungen in wissenschaftlicher Literatur bewerten, basierten die Ergebnisse des Spiegel-Rankings auf einer vom Emnid-Institut durchgeführten repräsentativen Befragung Studierender über Ausbildungsqualität, Studienbedingungen, Ausstattung und Zufriedenheit der Studierenden. In Siegen besonders hervorgehoben wurden kleine Lerngruppen sowie der gute Kontakt zu Professoren. Bereits 1989 hatte der Spiegel ein Ranking unter gleichen Kriterien durchführen lassen, bei dem die Universität Siegen ähnlich wie in der Neuauflage 1999 abschnitt. Die Wirtschafts- und Sozialwissenschaften wurden 2011 im Hochschulranking des Centrums für Hochschulentwicklung (CHE) neu bewertet. Dabei erreichte die Universität Siegen gute Ergebnisse, insbesondere im Fach VWL: Der Studiengang biete Studierenden eine sehr gute internationale Ausrichtung.

### Forschungsranking
Die Universität Siegen beteiligt sich mit ihren Fakultäten am CHE-Forschungsranking.
Aus unterschiedlichen Gründen sind allerdings die ehemaligen Fachbereiche 2, 3, 8 und 12 aus dem Ranking ausgeschieden.

### Mensaranking
Bei der Wahl zur Mensa des Jahres des Campusmagazins Unicum schnitt die Zentralmensa des Studentenwerks Siegen auf Landes- und Bundesebene mehrfach sehr gut ab.

## Persönlichkeiten und Ehrungen

### Rektoren
- 1972–1980: Artur Woll (1. Gründungsrektor)
- 1980–1989: Gerhard Rimbach (2. Gründungsrektor)
- 1989–1997: Klaus Sturm
- 1997–2002: Albert H. Walenta
- 2002–2006: Theodora Hantos
- 2006–2009: Ralf Schnell
- 2009–2023: Holger Burckhart
- seit 15. Dezember 2023: Stefanie Reese

### Bekannte Absolventen und Dozenten
- Rainer Albertz (* 1943), Professor für Ev. Theologie (1983–1995)
- Ingo Baldermann (* 1929), Professor für Ev. Theologie (1965–1994)
- Hans Becker, Ingenieur, ordentlicher Professor für Elektrotechnik und Elektrische Energieversorgung an der GH Siegen[56]
- Marcel Beyer (* 1965), Schriftsteller
- Roger Blachnik (* 1936), Emeritus für Festkörperchemie
- Thomas Aage Herz (1938–1995), Professor für Soziologie (seit 2014 schreibt die Deutsche Gesellschaft für Soziologie den „Thomas A. Herz-Preis für qualitative Sozialforschung“ aus)
- Uwe Boll (* 1965), Regisseur, Filmproduzent
- Georg Bollenbeck (1947–2010), Professor für Germanistische Literaturwissenschaft/Kulturwissenschaft
- Paul Breuer (* 1950), ehemaliger verteidigungspolitischer Sprecher der CDU/CSU-Fraktion im Bundestag
- Ingo Broer (* 1943), Professor für Neues Testament
- Hans Brügelmann (* 1946), Professor für Grundschulpädagogik
- Rainer Geißler (* 1939), Professor für Soziologie
- Dieter Geropp (* 1932), ordentlicher Professor für Strömungstechnik[57]
- Peter Göbel (* 1969), Deutscher Rallye-Meister 2002, 2004, 2005, 2006
- Maja Göpel (* 1976), Medienwirtin und Ökonomin
- Hans Ulrich Gumbrecht (* 1948), deutsch-amerikanischer Literaturwissenschaftler
- Herbert Henzler (* 1941), früherer Deutschlandchef von McKinsey
- Hans Werner Heymann (* 1946), Professor für Erziehungswissenschaft
- Trutz von Trotha (1946–2013), Professor für Soziologie
- Günter Helmes (* 1954), Professor für Literatur- und Medienwissenschaft
- Gero Hoch (* 1948), von 1993 bis 2015 Professor für Betriebswirtschaftslehre, insbesondere Unternehmensplanung und von 2002 bis 2006 Prorektor
- Peter Hussing (1948–2012), Schwergewichtsboxer, ehemaliger Bürgermeister
- Helmut Jochems (1927–2007), ordentlicher Professor für Didaktik der Englischen Sprache[58]
- Thomas Kellner (* 1966), Fotograf, Dozent und Kurator
- Klaus Kreimeier (1938–2024), Medienwissenschaftler und Filmpublizist
- Helmut Kreuzer (1927– 2004), Ehrensenator, Gründungssenator und Professor für Germanistik und Literaturwissenschaft
- Joachim Klewes (* 1954), Mitbegründer der Werbeagentur „Kohtes & Klewes“
- Ellen Krause (* 1979), Architektin und Vertretungsprofessorin
- Rainer Leschke (* 1956), Außerplanmäßiger Professor für Medienwissenschaften, Medientheoretiker und Medienphilosoph
- Karl-Heinz Ostholthoff (1935–2025), Professor für Volkswirtschaftslehre
- Andreas Pinkwart (* 1960), ehem. Professor für Betriebswirtschaftslehre, von 2005 bis 2010 stellvertretender Ministerpräsident Nordrhein-Westfalens (FDP)
- Helge Pross (1927–1984), Soziologin
- Johannes Remmel (* 1962), von 2010 bis 2017 Minister für Klimaschutz, Umwelt, Landwirtschaft, Natur- und Verbraucherschutz des Landes Nordrhein-Westfalen (Grüne)
- Karl Riha (* 1935), Professor für Deutsche Philologie/Allgemeine Literaturwissenschaft, Schriftsteller, Mitglied im PEN-Zentrum Deutschland
- Hartmut Ring (* 1946), von 1978 bis 2011 Professor für Mathematik, Begründer und Autor des Notensatzprogramms capella[59]
- Frank Sauer (* 1959), Kabarettist, Schauspieler und Autor
- Helmut Schanze (* 1939), Professor für Neuere deutsche Literaturgeschichte, Medienwissenschaftler, Mitglied im PEN-Zentrum Deutschland
- Frank Schirrmacher (1959–2014), Publizist und Mitherausgeber der FAZ
- Herbert Schnauber (* 1938), Professor für Arbeitssystemplanung und -gestaltung
- Rudolf Schwarte (1939–2021), Ingenieurwissenschaftler und Erfinder des PMD-Sensors
- Eberhard Seidel (Ökonom) (1936–2025), Professor für Betriebswirtschaftslehre und Vordenker einer ökologieorientierten Betriebswirtschaft
- Werner D’Inka (* 1954), Mitherausgeber der FAZ
- Klaus-Peter Thaler (* 1949), Radrennfahrer
- Axel A. Weber (* 1957), Präsident der Deutschen Bundesbank 2004 bis 2011
- Artur Woll (1923–2020), Ehrensenator, Gründungsrektor und Professor für Wirtschaftswissenschaften

### Ehrenpromotionen
- Andrzej Kajetan Wróblewski (1980)
- Käte Hamburger (1980)
- Leo Löwenthal (1985)
- Alfred Walz (1987)
- Magdalena Sokołowska (1987)
- Walter Schnell (1993)
- Gerd Rose (1993)
- Klaus Ruedenberg (1994)
- Karl Zeller (1995)
- Emanuel Vogel (1996)
- Knut Bleicher (1997)
- Eckart Stein (1998)
- George Mosse (1998)
- Peter M. Gruber (2001)
- Dieter Preßmar (2003)
- Matthias Kreck (2003)
- Wolfgang Iser (2004)
- Karl-Heinz Muhr (2004)
- Carl Wolfgang Müller (2005)
- Jacek Blazewicz (2005)
- Hans Ulrich Gumbrecht (2007)
- Mauricio Kagel (2007)
- Horst Bartnitzky (2007)
- Franz Wassermeyer (2008)
- Ingrid Lisop (2009)
- Friedrich Schadeberg (2009)
- Albrecht Beutelspacher (2010)
- Ulrich Weiß (2011)
- Hans Ulrich Banzhaf (2014)
- Thomas Sattelberger (2016)
- Joachim Frank (2018)[60][61]
- Navid Kermani (2022)

### Ehrensenatoren
- Artur Woll (Gründungsrektor 1972–1980) (1993)
- Gerhard Rimbach (Gründungsrektor / Rektor 1980–1989) (1993)
- Helmut Kreuzer (1998)
- Klaus Sturm (Rektor 1989–1997) (2000)

## Logo

Bis 2022
Seit 2022